# Buford (Georgia)
Buford is een plaats (city) in de Amerikaanse staat Georgia, en valt bestuurlijk gezien onder Gwinnett County en Hall County.

## Demografie
Bij de volkstelling in 2000 werd het aantal inwoners vastgesteld op 10.668.
In 2006 is het aantal inwoners door het United States Census Bureau geschat op 11.160, een stijging van 492 (4,6%).

## Geografie
Volgens het United States Census Bureau beslaat de plaats een oppervlakte van
38,2 km², waarvan 38,1 km² land en 0,1 km² water.

## Plaatsen in de nabije omgeving
De onderstaande figuur toont nabijgelegen plaatsen in een straal van 20 km rond Buford.